# Livre d’orgue (Messiaen)
Livre d’orgue (dt.: „Orgelbuch“) ist eine Komposition für Orgel von Olivier Messiaen. Das Werk wurde 1953 uraufgeführt und besteht aus sieben Sätzen. Als einzige zyklische Orgelkomposition Messiaens ist es nicht in seiner Gesamtheit einem bestimmten theologischen Thema oder einem bestimmten Fest des Kirchenjahres gewidmet. Mit dem inhaltlich neutralen Titel nimmt Messiaen Bezug auf die Tradition der Livres d’orgue, repräsentativ zusammengestellter Sammlungen von Orgelstücken französischer Komponisten vor allem des Barock.

## Entstehung und Rezeption
Das Livre d’orgue entstand ebenso wie die Messe de la Pentecôte, als Messiaen seit 1949 den Plan verfolgte, nach einer ca. zehnjährigen Pause wieder Orgelmusik zu komponieren. Die Partitur nennt das Jahr 1951, aber es gibt Indizien, dass zumindest der 4. Satz frühestens im April 1952 fertiggestellt worden sein kann. Messiaen selbst spielte die Uraufführung am 23. April 1953 in der Stuttgarter Villa Berg zur Einweihung der neuen Orgel des Süddeutschen Rundfunks sowie die französische Erstaufführung am 21. März 1955 in „seiner“ Trinité-Kirche in Paris. Wegen seines experimentellen Stils riefen die Aufführungen beim Publikum und in der Fachwelt sehr gemischte Reaktionen hervor. Bis heute gilt das Werk als schwer zugänglich.

## Stilistik
Melodik und Harmonik des Livre d’orgue sind durchgängig atonal und in größeren Abschnitten mittels Zwölftontechnik organisiert. Messiaens Modi spielen keine große Rolle mehr. Der Rhythmus steht inzwischen im Mittelpunkt von Messiaens Interesse, hat sich endgültig von einem traditionellen Taktmetrum gelöst und wird mit irrationalen Werten und seriellen Techniken gestaltet. Dazu gehören personnages rhythmiques (sukzessive verkleinerte oder vergrößerte rhythmische Motive) und chromatisch veränderte Tondauern von sehr kleinen bis zu sehr großen Notenwerten. Auch die Registrierungen werden noch unkonventioneller als zuvor und erzeugen neuartige Klangfarben.
Das Livre d’orgue weist Ähnlichkeiten mit der zur gleichen Zeit komponierten Messe de la Pentecôte auf, ist aber noch experimenteller als diese. Es steht als Höhepunkt am Ende einer Schaffensperiode, in der Messiaen sich besonders rhythmischen Experimenten widmete und serielle Kompositionstechniken entwickelte, und nutzt ähnliche Techniken wie die Quatre Ètudes de rhythme für Klavier (zu denen Mode de valeurs et d’intensités gehört, das als wichtiger Impuls zur Entwicklung der Seriellen Musik gilt). Kurz nach der Komposition wandte sich Messiaen im Frühjahr 1952 von der seriellen Technik ab und der Natur zu; in den Werken der folgenden Jahre sollten die Vogelrufe ganz im Mittelpunkt stehen. Diese Wendung deutet sich im Livre d’orgue selbst schon an: im fast ganz aus Vogelrufen gestalteten 4. Satz und im Schlusssatz, der einige Vogelrufe in eine strenge Struktur integriert.

## Sätze
Die Anordnung der sieben Sätze lässt einen symmetrischen Aufbau erkennen:
- Die mittleren fünf Sätze sind einer bestimmten Kirchenjahreszeit zugeordnet, bei den beiden Ecksätzen ist kein theologischer Bezug vermerkt.
- Dem 2., 3., 5. und 6. Satz sind biblische Zitate vorangestellt, und sie sind paarweise angeordnet (jeweils ein Satz mit der neutralen Bezeichnung als Trio, und ein Satz mit expressivem und bildhaftem Titel). Der 1., 4. und 7. Satz verzichten auf Mottos aus der Bibel.
- Im Zentrum steht mit Chants d’oiseaux einer der ersten Sätze Messiaens, der Vogelrufe nicht nur sporadisch zitiert, sondern weitgehend auf ihnen beruht. Dieser Satz hat einen freien und quasi improvisatorischen Charakter inmitten eines Werks, das ansonsten weitgehend auf mathematischen Konzepten beruht.[7]

Die Titel, Mottos und Widmungen der Sätze lauten: 
1. Reprises par interversion (Reprisen durch Interversion)
2. Pièce en trio (Trio); „Jetzt sehen wir wie durch einen Spiegel, rätselhaft“ (1 Kor. 13,12); für das Dreifaltigkeitsfest
3. Les Mains de l’abime (Die Hände des Abgrunds); „Der Abgrund hat seinen Schrei ausgestoßen, die Tiefe hat beide Hände erhoben“ (Hab. 3,10); für die Fastenzeit
4. Chants d’oiseaux (Vogelgesänge); für die Osterzeit
5. Pièce en trio (Trio); „Aus ihm und durch ihn und auf ihn hin sind alle Dinge“ (Röm. 11,36); für das Dreifaltigkeitsfest
6. Les Yeux dans les roues (Die Augen in den Rädern); „Und die Felgen waren voll Augen, ringsum bei allen vier Rädern ..., denn der Geist der Lebewesen war in den Rädern“ (Ez. 1, 18.20); für den Pfingstsonntag
7. Soixante-Quatre durées (Vierundsechzig Dauern)

## Notenausgabe
- Olivier Messiaen: Livre d’orgue. Sept pièces pour orgue. Alphonse Leduc, Paris 1953, Verlagsnr. 21046